# Oswin Schmidt
Oswin Eugen Schmidt (* 31. Dezember 1855 in Dittmannsdorf; † 7. Dezember 1922 in Dresden) war ein deutscher Politiker (Konservativer Landesverein in Sachsen, DNVP) und von 1907 bis 1922 Mitglied des Sächsischen Landtages.

## Leben
Schmidt wurde als Sohn des Gutsbesitzers Karl Gotthelf Schmidt geboren. Nach dem Besuch der Volksschule in Dittmannsdorf und des Gymnasiums in Freiberg wurde er Landwirt und arbeitete als Beamter auf mehreren Rittergütern. Von 1885 bis 1893 war er selbst Besitzer eines Pachtguts in Langhennersdorf bei Freiberg. Im Jahr 1893 übernahm Schmidt, der im selben Jahr zu den Teilnehmern der Gründungsversammlung des Bundes der Landwirte (BdL) gehört hatte, die Leitung der Geschäftsstelle des Verbandes in Freiberg. Zuvor hatte er bereits dem Deutschen Bauernbund angehört. Schmidt baute die Strukturen des BdL in Sachsen maßgeblich auf und war seit 1897 Direktor des BdL für das Königreich Sachsen. Von 1921 bis zu seinem Tod war Schmidt Geschäftsführer des Sächsischen Landbundes.
Schmidt engagierte sich kommunalpolitisch von 1907 bis 1909 als Stadtverordneter und von 1914 bis 1919 als unbesoldeter Stadtrat in Freiberg. Von 1907 bis 1918 gehörte Schmidt für den Konservativen Landesverein in Sachsen der II. Kammer des Sächsischen Landtages, 1919/20 der Sächsischen Volkskammer und danach von 1920 bis zu seinem Tod für die Deutschnationale Volkspartei erneut dem Sächsischen Landtag an.